# Brigachtal
Brigachtal település Németországban, azon belül Baden-Württembergben. Lakosainak száma 5233 fő (2023. december 31.). Brigachtal Villingen-Schwenningen községgel határos.

## Népesség
A település népessége az elmúlt években az alábbi módon változott:
| Lakosok száma | 4102 | 5037 | 5083 | 5137 | 5183 | 5231 | 5233 |
|               | 1975 | 2014 | 2017 | 2019 | 2021 | 2022 | 2023 |